# Railrod (banda)
Railrod es un proyecto solista enfocado en el género Hard Rock, formado en abril del 2014 en la Ciudad de México por Oscar “The Os” Estrada, quien mediante la fusión del Groove de los años 70 y la agresividad característica del Glam, buscó traer de vuelta el género a la escena contemporánea. Desde un principio, con el objetivo de mantener por medio de las letras y los sonidos la esencia fundamental del rock clásico de sus principales influencias: Led Zeppelin, Guns N' Roses, Van Halen, KISS, Jimmy Page, entre otros; haciendo estas influencias tan notables que la prensa le otorgó al proyecto el apodo de “El Guns N’ Roses Mexicano”. 

## Trayectoria
Railrod ha abierto presentaciones para Aerosmith y Guns N’ Roses, fue pionero en ser patrocinado por la marca SUPRO, quien patrocina a su vez a ambas bandas previamente mencionadas.
La primera letra para una canción fue inspirada por una chica de su universidad, la cual daría vida al tema Girl, Let Me Love You; además, este suceso traería consigo inspiración suficiente para que "Os" terminara el primer disco de Railrod por su cuenta.
Seguido de esto, Oscar Estrada fue invitando músicos tanto por medio de redes sociales como incluso familiares para empezar el proyecto de Railrod más formalmente y grabando de manera independiente. Su primera presentación fue en el Hookah Lounge Santa Fe en agosto de 2015.
Su primer álbum, Railrod I: The rise of the hermit, se estrenó el 19 de julio de 2016, logrando la posición número 13 por dos semanas consecutivas en el top 20 en tiendas de discos.
- Teloneros de Aerosmith en la Arena Ciudad de México en 2016.
- Kickoff Oficial de los Latin Billboard 2017 en Miami, Florida.
- Lunario del Auditorio Nacional en 2017 con LLENO TOTAL.
- Latin Billboard Showcase 2018 en el Palacio de los Deportes.
- Mother Of All Rock Festival 2018 en Parque Fundidora, Monterrey
- Festival Machaca 2019 en Parque Fundidora, Monterrey, alternado escenario con Mago de Oz.
- Telonero de Dios Salve a la Reyna: El único tributo a Queen aprobado por Brian May en la Arena Ciudad de México en 2019.
- Presentación del segundo disco en el Lunario del Auditorio Nacional en 2019 con LLENO TOTAL.

## Integrante
- Oscar "The Os" Estrada Chacón. Fundador (guitarra y voz)[6][7]

## Presentaciones relevantes
| Nombre del evento                                       | Fecha                      | Lugar                                |
| ------------------------------------------------------- | -------------------------- | ------------------------------------ |
| Tour en México Rock N’ Roll Rumble Aerosmith Style 2016 | 27 de octubre de 2016      | Arena Ciudad de México.              |
| Abominables Aniversario XXX                             | 16 de diciembre de 2016    | Carpa Astros, CDMX                   |
| Railrod en Expo 2016                                    | 18 y 19 de febrero de 2017 | Palacio de los Deportes              |
| Premios Billboard. Latin Conference & Awards 2017.      | 24 de abril de 2017        | California, USA                      |
| Presentación oficial en vivo de The Rise Of The Hermit  | 18 de mayo de 2017         | Lunario del Auditorio Nacional, CDMX |
| Billboard Latin Music Showcase                          | 17 de abril de 2018        | Arena Ciudad de México               |
| Mother Of All Rock Festival                             | 3 de noviembre de 2018     | Parque Fundidora                     |
| Autoconcierto Moderatto (Primer auto concierto masivo)  | 7 de agosto de 2020        | Foro Pegaso                          |
| Autoconcierto TRI                                       | 14 de agosto de 2020       | Foro Pegaso                          |

## Discografía
| Álbum/sencillo                    | Título | Fecha de estreno    |
| --------------------------------- | --- | ------------------- |
| Primer sencillo                   | Girl, Let Me Love You | 2016                |
| Railrod I: The rise of the hermit | Tryin' to Fit Nada Se Ve Bien Found My Queen Nothing Seems so Bright The Hermit, Pt. 1 Two Paths Through the Skies Quit? Por Los Cielos La Indicada The One     | 19 de julio de 2016 |
| The Hermit Comes Alive            | Tryin' to Fit Can't Hide What You're Feelin' baby The One Found My Queen Nada Se Ve Bien The Hermit, Pt. 1 Two Paths Girl, Let Me Love You Por Los Cielos Quit? | 2017                |
| 1985                              | Nada se ve bien Soldado Caído Dream On Girl, let me love you The Hermit, Pt. 1 Quit?                                                                            | 2020                |